# Найджъл Уотсън
Найджъл Уотсън (на английски: Nigel Watson) е роден на 30 юли 1954 г. и е британски писател на книги, свързани с НЛО.

## Биография
Започва да се интересува от НЛО през 1970 г. Найджъл е един от създателите на „НЛО изследователско дружество-Саутхямптън“ и пише статии за феномена в много списания и вестници. През 1970 г. пише книгата „Portraits of Alien Encounters“ в която излага няколко изследвания на НЛО в Северна Англия. 